# Hotel Kaiserhof (Berlin)
Hotel Kaiserhof var Berlins första stora lyxhotell vid Wilhelmplatz i Berlin, invigt 1875 och beläget nära den gamla Rikskanslibyggnaden i Berlin. 
Byggnaden bombades 1943 av de allierade under andra världskriget och revs senare helt av DDR-myndigheterna.

## Bakgrund
Hotellet eldhärjades kort efter invigningen 1875 och återöppnade 1876. Det var för sin tid mycket modernt och var det första Berlinhotellet med elektriskt ljus och eget badrum i alla rum, samt blev sedermera även det första med telefon på rummen.
Hotellet hade sin storhetstid som ett Grand Hôtel under Tyska kejsardömet fram till första världskriget, men tvingades i slutet av denna epok överlämna rollen som ledande lyxhotell i staden till Hotel Adlon som öppnade 1907. 1878 var hotellet värd för den av Otto von Bismarck initierade Berlinkongressen. Under Weimarrepubliken drabbades hotellet av 1920-talets ekonomiska krisår och såldes. 1926 grundades flygbolaget Lufthansa här. Hotellet användes under mellankrigstiden av olika politiska grupperingar för politiska möten, framförallt av högernationalister då ägarnas politiska sympatier låg åt det hållet, och 1932 använde Adolf Hitler hotellet som sin huvudsakliga bostad i Berlin, samtidigt som övervåningen fungerade som NSDAP:s provisoriska particentral. 1935 hölls bröllopet mellan Hermann Göring och hans andra hustru Emmy Sonnemann här.
Byggnaden bombades 1943 av brittiska Royal Air Force under andra världskriget och revs senare helt av DDR-myndigheterna. Den låg granne med Trefaldighetskyrkan som bombades samtidigt.
På platsen där Kaiserhof tidigare låg uppfördes 1974 Nordkoreas ambassad i DDR, som sedan 2001 åter används efter att de diplomatiska förbindelserna med Förbundsrepubliken Tyskland officiellt återupptagits.